# Здание Министерства финансов Казахской ССР
Здание Министерства финансов Казахской ССР — здание в Алма-Ате, расположенное на проспекте Абылай хана.

## История
После переноса столицы Казахской ССР из Кызыл-Орды в Алма-Ату, возникла необходимость строительства нового административного центра. Главной магистралью стал проспект Сталина (ныне проспект Абылай хана), вдоль которого были размещены ключевые здания.
Здание Президиума Верховного Совета Казахской ССР было построено в 1938 году по проекту архитектора М.Д. Шугала и В.Бирюкова.
Позднее в здании было размещено Министерство финансов Казахской ССР.
После переноса столицы независимого Казахстана из Алма-Аты в Астану, в 1997 году, в здании разместилось Алматинское городское управление финансов.

## Архитектура
Здание наркомата было построено в классицистических стилевых характеристиках и является важным градообразующим элементом советского периода Алма-Аты. Сооружение представляет собой трёхэтажный, «Г»-образный в плане объём состоит из трех блоков, разделённых между собой антисейсмическими швами. Входная группа акцентирована угловым ризалитом с четырёхоконным портиком. Пластическая характеристика фасадов основывается на ордерной системе. Восточный фасад решен торжественно за счёт богато декорированного аттика. Окна прямоугольной формы, с подоконными досками, опирающимися на консоли. Плоскость стены рустованная, имеет горизонтальное членение в виде междуэтажных тяг. Парапет украшен горельефным изображением на горизонтальной плоскости фигур-людей труда первых довоенных пятилеток, символов трудовой и воинской доблести.

## Статус памятника
10 ноября 2010 года был утверждён новый Государственный список памятников истории и культуры местного значения города Алматы, одновременно с которым все предыдущие решения по этому поводу были признаны утратившими силу. В этом Постановлении был сохранён статус памятника местного значения здания Министерства финансов. Границы охранных зон были утверждены в 2014 году.